# Mohan Patel
Mohan Patel, född den 11 november 1952 i Auckland, Nya Zeeland, är en nyzeeländsk landhockeyspelare.
Han tog OS-guld i herrarnas landhockeyturnering i samband med de olympiska landhockeytävlingarna 1976 i Montréal.